# Іван Несвицький-Передільницький
Іван Несвицький-Передільницький (лат. Iwan dux de Przeczelnicza; ? — 1467) — руський князь з династії Несвицьких, ймовірно син князя Івана Несвицького.

## Біографія
Джерел про життя князя Івана Несвізького-Передільницького відомо дуже мало, тому багато фактів його біографії досі є дискусійними. За польським дослідником Яном Теньговський Іван і Федько Несвізькі були не братами а кузенами На думку інших дослідників, зокрема С. Келембета Іван з Федором все ж були братами та синами Івана Несвицького. У 1434 році Федір Несвицький потрапив в полон до польського короля Владислава Ягайла і видав присяжну грамоту на його користь. Після цього, скоріш за все, його маєтки на Волині були конфісковані Свидригайлом, й Федір з братом Іваном залишились на Галичині. 
Для того щоб закріпитись в новому середовищі близько 1439 року Іван взяв шлюб з Ярохною Бибельською. Остання була представницею давнього і сильного галицького боярського роду Бибельських, дочкою Андрія і внучкою Ходка Бибельского. В якості приданого за наречену Іван отримав село Передільниця в Перемишльській землі, через що почав писатися як Іван князь на Передільниці або Іван князь Передільницький. Окрім того Івану та Ярохні також належали села Губичі, Підгродище, Новосельці, Жабокруки, Монастир в Гродищах, Грабовниця, Галчов, а також ліс і поле якогось Боботи. На початку 1440-х років Іван з Ярохною часто судились з родичами та сусідами щодо розподілу спадкових земель Бибельських. У 1445 році Іван з Ярохною фундували церкву в Губичах.
У регестах перемиських судів за 1460-і роки неодноразово згадується про хворобу Івана. Помер він між липнем та груднем 1467 року. У шлюбі з Ярохною Бибельською залишив двох синів:
- Яцько Передільницький (бл. 1440 — бл. 1492) — князь на Передільниці.
- Михайло Передільницький (бл. 1440 — 1496) — князь на Передільниці, під кінець життя залишився безземельним.
- дочка — дружина шляхтича Костка Радиловського.